# Bror Munck

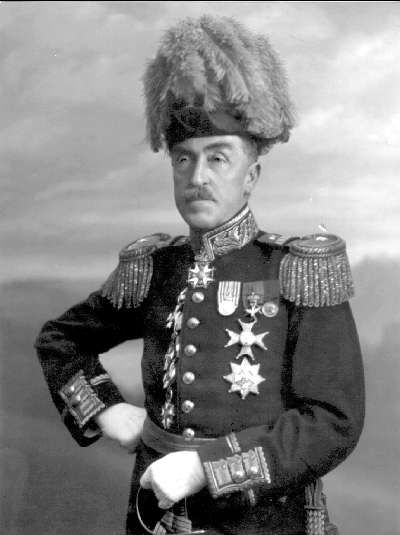
Bror Oliver Claes Munck af Fulkila

Bror Oliver Claes Munck af Fulkila (* 21. Oktober 1857 in Jönköping; † 18. Juli 1935 in Stockholm) war ein Generalleutnant der schwedischen Armee.

## Leben
Bror Munck war der Sohn des Obristen Carl Jacob Munck und dessen Ehefrau Henriette Ulrika Antoinetta Carolina Cederström. Er heiratete am 20. Oktober 1886 in Stockholm Ebba Elisabet De Geer, die Tochter des Hofmarschalls Louis De Geer und dessen Ehefrau Vendia Mariana Johanna Sofia geborene Wright.
Munck entschied sich für die Militärlaufbahn und trat am 20. April 1874 als Freiwilliger in das Smålands Husarenregiment ein. Er besuchte bis 1877 die Kriegsschule und danach die Kavallerieschule in Strömsholm. Am 4. Februar 1887 wurde er Secondeleutnant und am 5. September 1888 Leutnant. Von 1890 bis 1891 war er Kommandant einer Schwadron und Lehrer an der Kavallerieschule. Nach unterschiedlichen anderen Verwendungen war er 1902 bis 1903 Leiter der Kavallerieschule. Am 22. Januar 1904 wurde er Major beim Skånska Dragonerregiment. Am 31. Januar 1908 wurde er zum Oberst befördert und wurde Kommandeur des Husarenregiments des Kronprinzen. Die Beförderung zum Generalmajor der Armee und Inspektor für die Kavallerie datiert vom 16. Oktober 1915. Später war er Kommandeur der 3. Armeedivision. Am 13. Oktober 1922 schied er als Generalleutnant der Reserve aus dem aktiven Dienst aus.
Während des finnischen Bürgerkriegs wollte Munck 1918 dort ein Freikorps führen, wurde jedoch dafür nicht aus dem Dienst entlassen.
Nach dem Ausscheiden aus dem aktiven Dienst war er als Sportfunktionär tätig. Er war Vorsitzender des Zentralverbandes des Schwedischen Sportverbandes und leitete den schwedischen Reiterkader bei den Olympischen Spielen 1924.
Er ist auch als Organisator und Leiter der Munckska kåren bekannt, einer geheimen rechtsparamilitärischen Gruppe, die er 1927 gründete. Die Organisation bestand aus 2000 Mann unter Waffen. Eine Anklage gegen Munck wegen unerlaubten Waffenbesitzes führte zu einem Urteil des Stadtgerichtes Stockholm, das aber lediglich ein Bußgeld verhängte.